# Bojčo Veličkov
Bojčo Petrov Veličkov (in bulgaro Бойчо Величков?; Sofia, 13 agosto 1958) è un ex calciatore bulgaro, di ruolo attaccante.